# Liam Skelly
Liam Skelly (* 10. Oktober 1941 im County Dublin) ist ein ehemaliger irischer Politiker der Fine Gael.
Skelly war als Barrister und Unternehmer tätig, bevor er in die Politik ging. Er wurde bei einer Nachwahl für den ausgeschiedenen Richard Burke, der EWG-Kommissar wurde, im Wahlkreis Dublin West gewählt. Diesen Sitz konnte er bei der Wahl im November 1982 knapp verteidigen. Er verlor ihn jedoch bei den Wahlen 1987, bei denen er als unabhängiger Kandidat antrat, weil die Fine Gael ihn nicht aufstellen wollte.